# Charles Blagden
Charles Brian Blagden (Wotton-under-Edge, 17 aprile 1748 – Arcueil, 26 marzo 1820) è stato un fisico britannico.
Fu ufficiale medico nell'esercito dal 1776 al 1780 e successivamente tenne la carica di segretario della Royal Society dal 1784 al 1797.
Vinse la medaglia Copley nel 1788 e fu creato sir nel 1792.
Morto ad Arcueil, fu sepolto al cimitero di Père-Lachaise.

## Attività scientifica
Nel 1775 ipotizzò per primo che la sudorazione avesse un ruolo fondamentale nel processo di termoregolazione. Pochi anni dopo dimostrò inoltre che gli esseri viventi sono in grado di resistere a temperature più elevate rispetto ai corpi organici inanimati.
Per dimostrare ciò Blagden fece riscaldare una stanza a 393 K (120 °C) e vi si introdusse in compagnia di alcuni amici, un cane chiuso in un cestello (in tal modo non avrebbe avuto contatto con il pavimento rovente) ed una bistecca.
Dopo alcuni minuti Blagden uscì dalla stanza con gli altri e notificò che, sebbene la bistecca fosse cotta, i suoi amici e il cagnolino avevano resistito senza subire danni. Attribuì la loro maggiore resistenza al processo di termoregolazione.
Nel 1783, assistente di Henry Cavendish, visitò il laboratorio di Antoine Lavoisier; d'altronde Blagden fu il primo a portare in Inghilterra il concetto moderno di reazione chimica, il che gli valse l'elezione (1789) a socio straniero onorario della American Academy of Arts and Sciences.
Nel 1788 condusse una serie di esperimenti che lo portarono a formulare la legge di Blagden: il punto di congelamento di una soluzione decresce in proporzione diretta alla concentrazione del soluto.

## Pubblicazioni
- Sulla Temperatura dell'Acqua nella corrente del Golfo (1781)